# Himatiopetalum ictericum
Himatiopetalum ictericum är en mångfotingart som först beskrevs av Ludwig Carl Christian Koch 1867.  Himatiopetalum ictericum ingår i släktet Himatiopetalum och familjen Schizopetalidae. Inga underarter finns listade i Catalogue of Life.